# Uromyces muscari
Uromyces muscari är en svampart som beskrevs av Lév. 1847. Uromyces muscari ingår i släktet Uromyces och familjen Pucciniaceae.   Inga underarter finns listade i Catalogue of Life.